# Vera Dushévina
Vera Yevguénievna Dushévina (ruso: Вера Душевина), es una exjugadora de tenis profesional rusa nacida el 6 de octubre de 1986 en Moscú, Rusia, retirada en el 2017.
En 2002 conquistó el título júnior en el torneo de Wimbledon, venciendo en la final a María Sharápova.
En 2005 alcanzó su primera final en un torneo de la WTA, concretamente en el torneo de Eastbourne, perdiendo ante la ex número 1 del mundo, la tenista belga Kim Clijsters. Dos años después, jugó su segunda final en el Nordea Nordic Light Open, perdiendo ante la polaca Agnieszka Radwańska.
Dushévina anunció su retiro del tenis profesional el 15 de agosto de 2017 debido a varias lesiones que le impidieron seguir jugando , diciendo que le gustaría concentrarse en el entrenamiento de jugadoras

## Títulos WTA (3; 1+2)
| Leyenda: Antes de 2009          | Leyenda: A partir de 2009 |
| ------------------------------- | ------------------------- |
| Grand Slam (0)                  |                           |
| Juegos Olímpicos (0)            |                           |
| WTA Tour Championships (0)      |                           |
| WTA Tournament of Champions (0) |                           |
| Tier I (0)                      | Premier Mandatory (0)     |
| Tier II (0)                     | Premier 5 (0)             |
| Tier III (0)                    | Premier (0)               |
| Tier IV & V (0)                 | International (1)         |

### Individuales (1)
| No. | Fecha               | Torneo   | Superficie | Oponente in la final | Resultado |
| 1.  | 2 de agosto de 2009 | Estambul | Dura       | Lucie Hradecká       | 6-0, 6-1  |

#### Finalista (3)
| No. | Fecha               | Torneo     | Superficie | Oponente in la final | Resultado |
| 1.  | 18 de junio de 2005 | Eastbourne | Hierba     | Kim Clijsters        | 5-7, 0-6  |
| 2.  | 5 de agosto de 2007 | Estocolmo  | Dura       | Agnieszka Radwańska  | 1-6, 1-6  |
| 3.  | 3 de agosto de 2008 | Estocolmo  | Dura       | Caroline Wozniacki   | 0-6, 2-6  |

### Dobles (2)
| Leyenda: Antes de 2009          | Leyenda: A partir de 2009 |
| ------------------------------- | ------------------------- |
| Grand Slam (0)                  |                           |
| Juegos Olímpicos (0)            |                           |
| WTA Tour Championships (0)      |                           |
| WTA Tournament of Champions (0) |                           |
| Tier I (0)                      | Premier Mandatory (0)     |
| Tier II (1)                     | Premier 5 (0)             |
| Tier III (0)                    | Premier (1)               |
| Tier IV & V (0)                 | International (1)         |

| No. | Fecha               | Torneo     | Superficie    | Pareja             | Oponentes en la final            | Resultado        |
| 1.  | 6 de mayo de 2007   | Varsovia   | Tierra batida | Tatiana Perebiynis | Elena Likhovtseva Elena Vesnina  | 7-5, 3-6, [10-2] |
| 2.  | 4 de agosto de 2013 | Washington | Dura          | Shuko Aoyama       | Eugenie Bouchard Taylor Townsend | 6-3, 6-3         |

#### Finalista (9)
| No. | Fecha                    | Torneo          | Superficie | Pareja             | Oponentes en la final                     | Resultado        |
| 1.  | 27 de julio de 2008      | Portoroz        | Dura       | Ekaterina Makarova | Anabel Medina Virginia Ruano              | 4-6, 1-6         |
| 2.  | 28 de septiembre de 2008 | Seúl            | Dura       | Maria Kirilenko    | Chuang Chia-jung Hsieh Su-Wei             | 3-6, 0-6         |
| 3.  | 26 de octubre de 2008    | Luxemburgo      | Dura       | Mariya Koryttseva  | Sorana Cirstea Marina Erakovic            | 6-2, 3-6, [7-10] |
| 4.  | 13 de febrero de 2011    | París           | Dura       | Ekaterina Makarova | Bethanie Mattek-Sands Meghann Shaughnessy | 4-6, 2-6         |
| 5.  | 25 de septiembre de 2011 | Seúl            | Dura       | Galina Voskoboeva  | Nathalie Grandin Vladimira Uhlirova       | 6-7(5), 4-6      |
| 6.  | 26 de febrero de 2012    | Memphis         | Dura       | Olga Govortsova    | Andrea Hlavackova Lucie Hradecka          | 3-6, 4-6         |
| 7.  | 5 de octubre de 2013     | Pekín           | Dura       | Arantxa Parra      | Cara Black Sania Mirza                    | 2-6, 2-6         |
| 8.  | 3 de octubre de 2015     | Tashkent        | Dura       | Kateřina Siniaková | Margarita Gasparyan Alexandra Panova      | 1-6, 6-3, [3-10] |
| 9.  | 14 de febrero de 2016    | San Petersburgo | Dura (i)   | Barbora Krejčiková | Martina Hingis Sania Mirza                | 3-6, 1-6         |

## Títulos ITF (5; 1+4)

### Individuales

#### Ganados
| N.º | Fecha               | Torneo    | Superficie    | Oponente en la final | Resultado  |
| --- | ------------------- | --------- | ------------- | -------------------- | ---------- |
| 1.  | 27 de julio de 2003 | Innsbruck | Tierra batida | Melinda Czink        | 7-6(4) 6-2 |

### Dobles

#### Ganados
| No. | fecha                    | Torneo         | Superficie    | Pareja            | Oponentes en la final                 | Resultado   |
| 1.  | 4 de noviembre de 2001   | Minsk          | Moqueta       | Anna Bastrikova   | Darya Kustova Tatsiana Uvarova        | 7-5 3-6 6-0 |
| 2.  | 15 de septiembre de 2002 | Sofia          | Tierra batida | Galina Voskoboeva | Laura Dell'Angelo Nathalie Vierin     | 3-6 6-4 6-2 |
| 3.  | 3 de noviembre de 2002   | Minsk          | Moqueta       | Daria Chemarda    | Olga Puchkova Tatsiana Uvarova        | 6-1 6-4     |
| 4.  | 4 de mayo de 2003        | Cagnes-sur-Mer | Tierra batida | Galina Voskoboeva | Anna Zaporozhanova Yuliya Beygelzimer | 6-3 6-4     |